# Il padre della sposa (film 1991)
Il padre della sposa (Father of the Bride) è un film del 1991, diretto dal regista Charles Shyer, remake dell'omonimo film del 1950 diretto da Vincente Minnelli.
Nel 1995 venne girato il sequel, Il padre della sposa 2,  a sua volta tratto dal remake del primo film.

## Trama
(Tagline del film.)
George Banks è un cittadino americano di classe medio-alta, titolare di un'azienda produttrice di scarpe. La sua vita tranquilla e ordinaria viene sconvolta quando, tornata a casa dopo un dottorato di ricerca post laurea a Roma, sua figlia ventiduenne Annie sciocca tutti annunciando il suo matrimonio con Bryan McKenzie, esponente di una ricca famiglia. George non riesce a immaginare la sua vita senza la figlia prediletta e comincia così ad assumere atteggiamenti strani ed esagerati, sotto gli occhi esterrefatti di Annie e del futuro genero, della moglie Nina, del figlio minore Matty, e dei futuri consuoceri John e Joanna. La situazione peggiora ancora quando la moglie e la figlia decidono di organizzare il ricevimento in casa, affidando i preparativi delle nozze all'eccentrico coordinatore di matrimoni Franck Eggelhoffer: questi metterà a dura prova i nervi di George con il costo in continua crescita del matrimonio, tanto da farlo arrivare a finire in prigione a causa di una scenata in un supermercato per il costo di una confezione di hot-dog. Rendendosi però conto di aver toccato il fondo, George capisce finalmente che sua figlia è cresciuta e che sia giunto il momento di lasciarla andare.

## Riconoscimenti
- 1992 - MTV Movie Awards
  - Nomination Miglior performance rivelazione a Kimberly Williams-Paisley
  - Nomination Miglior performance comica a Steve Martin
- 1991 - Chicago Film Critics Association Awards
  - Nomination Attrice più promettente a Kimberly Williams-Paisley
- 1993 - Young Artist Awards
  - Nomination Miglior attore giovane non protagonista a Kieran Culkin
- 1992 - American Comedy Awards
  - Nomination Attore non protagonista più divertente a Martin Short
- 1993 - BMI Film & TV Award
  - Miglior colonna sonora a Alan Silvestri